# Рићи Јокомицу
Рићи Јокомицу (јап. 横光 利一; 17. март 1898 — 30. децембар 1947) један је од најзначајнијих јапанских писаца модернизма и један од писаца Школе нове осећајности (新感覚派, шинканкакуха). Његови радови пролазе пут од реализма, до модернизма, па све до психолошких и патриотских тема. Према Коданши, „Јокомицу је био непрестани иноватор и модерниста чија се имагинација често везивала са новим тенденцијама у европској уметности и књижевности, иако је умногоме задржавао националну оријентацију као своје лично опредељење.”
Сви радови Рићија Јокомицуа су у Јапану систематизовани, проучени и публиковани у више десетина књига, чланака и студија, али се мали број може наћи у преведеној форми због специфичности његовог стила писања. На српском језику нема превода његових дела, сем превода његове најпознатије, а по његовом мишљењу и најбоље приповетке коју је написао — „Љубав”, у преводу Љиљане Ђ. Марковић.

## Биографија
Јокомицу је рођен 17. марта 1898. године у Хигашијами, као Јокомицу Тошиказу. Отац му је био грађевински инжењер, и због природе његовог посла, Јокомицуова породица је стално морала да се сели. Када му је отац 1904. године отишао да ради у Кореју, Јокомицу је остао да живи заједно са мајком и старијом сестром. Током сталних селидби, похађао је више основних школа у префектури Мие, а средњу школу је уписао и завршио у граду Уено.
Годину 1917. провео је у области Јамашина, у Кјоту, где се његов ранији интерес за књижевност доста развио, те је већ те године написао неколико приповедака, чиме је почела његова рана фаза стваралаштва. Године 1918. започео је своје студије књижевности на Универзитету Васеда, али због недостатака новчаних средстава за школовање, Јокомицу 1921. је удаљен са факултета. Током својих студија, Јокомицу је упознао многе младе писце, као што су били Накајама Гишу (јап. 中山義秀) и Кођима Цутому (јап. 小島勗), чијом се сестром, Кимико, касније и оженио.

У августу 1922. године Јокомицуов отац је изненада умро док је радио у Кореји, па он и мајка остају без средстава за живот. Усред размишљања да напусти своју књижевну каријеру како би се запослио и издржавао себе и мајку, Јокомицуу је пришао уредник часописа Бунгеи шунђу, Кикући Кан. Он га је укључио у групу младих писаца окупљених око његовог часописа и тако му обезбедио новчана средства за живот, због чега ће га Јокомицу заувек поштовати и ценити. Јокомицу је свој први сусрет за Кикућијем Каном 1919. године, још пре смрти свога оца, описао у белешки публикованој у листу „Јомиури шимбун” 21. јануара 1924. године:
Први пут кад сам учествовао у конкурсу „Ђиђи шимпо” за кратку причу, мој рад су одабрали Сатоми Тон и Куме Масао, после чега ме је Куме Масао одвео код Кикућија Кана.
Јасунари Кавабата, који је касније постао Јокомицуов најближи друг и велики поштовалац његовог рада, у својој биографији 1934. године наводи мишљење Кикућија Кана о Јокомицуу:
Тада у кући Кикућија Кана у покрајини Накатомизака, први пут сам се сусрео са Јокомицуом. Касније смо отишли на вечеру на којој је Јокомицу причао о идејама за своје романе, оставивши храну скоро недирнуту. Када је Јокомицу отишао, Кикући ми је рекао: „Он је велики човек. Ви се морате спријатељити.”

## Школа нове осећајности
Покрет неосензуализма, односно Школа нове осећајности појавила се у Јапану 1924. године, када је група младих писаца после Великог Канто земљотреса основала свој часопис „Време књижевности” (文藝時代, бунгеи ђидаи) у оквиру издавачке куће Бунгеи шунђу (文藝春秋). „Време књижевности” основала је група од 17 књижевника од којих су најпознатији Рићи Јокомицу, Јасунари Кавабата и Тепеи Катаока. Рићи Јокомицу, као и друга двојица, примењивао је нови стил изражавања Школе нове осећајности у својим књижевним делима, а посебно га је приказивао у својим есејима, са теоријске стране.

У првом броју часописа штампана је Јокомицуова приповетка „Главе и стомаци”, а његов есеј „Кретање осећаја” (касније познат и као „Теорија неосензуализма”) објављен је фебруара 1925. године. Један пасус из приповетке „Главе и стомаци” привукла је посебну пажњу критике тог времена:
Поноћ. Крцат, препуњен експрес јурио је пуном брзином. Мала успутна станица остала је непримећена, као да је камичак.
Израз „непримећена, као да је камичак” постала је предмет полемике између писаца Тепеија Катаоке и Казуоа Хироцуа. Док је Катаока инсистирао на томе да је аутор једноставно и упечатљиво пренео осећај свакодневнице експреса који јури поред железничке станице, показујући стварне осећаје објективно — онаквима какви су они били у стварности, Хироцу није прихватао овакве неосензуалистичке ставове стваралаштва јер су му се чинили чудним и неумесним. Хироцу је Јокомицуо оптуживао за нихилизам и декадентност, указивајући на његов субјективистички поглед на човечији живот. Хироцуовом ставу се придружио и критичар Икута Ћоко, који је сматрао да су одломци написани „логиком осећаја” у приповеци „Глава и стомаци” „неразумљиви и нескладни” и да нарушавају дело као структурну целину.

Поред Кавабатиног есеја „Нова стремљења авангардних писаца”, теорији неосензуализма значајно је допринео и Јокомицуов есеј „Кретање осећаја”, познатији као „Теорија неосензуализма”. Есеј је објављен фебруара 1925. године, а састоји се из седам делова: „Субјективно опажање”, „Осећај и нови осећај”, „Осећајност и нови осећај”, „Осећајно опажање живота”, „Објекат сензуалног деловања”, „Осећај као дубља спознаја” и „Књижевност и осећај”. Он у свом есеју наводи:
Када посвећујемо посебну пажњу индивидуалности, постаје очигледно да је прихватање уметности субјективна ствар. У вези са тим, осећај је интуитиван, савршено недоказив и зато непојмљив — апсолутно непојмљив. Осећај — то је ваш сопствени оријентир. (…) С моје тачке гледишта, осећај — то је интуитивна експлозија субјективног који одбацује спољашње покриваче и отвара директан приступ суштини ствари. То је неочекивани приступ, зато је тешко схватити шта се то стварно ново појавило у новом осећају. У њему је присутна једна неотуђива недељица величина — субјективност, која активира нашу способност да прихвати ствари у различитим улогама. (…) Спољашњи знаци нове осећајности обухватају симболичко испољавање унутрашње интуиције, пробуђене изненадном спознајом.
Свој закључак Јокомицу износи у последњем поглављу свог есеја — „Књижевност и осећај”:
Од тренутка појављивања часописа „Бунгеи шунђу” ја сам почео често да користим реч „осећај”, међутим, то је било изазвано створеном ситуацијом. Немам намеру да стално користим реч „осећај”. Ја за то не видим никакву потребу, пошто је осећај — само емоционални доживљај.
Он је навео да „човек не прихвата спољашњи свет, него своје схватање тог света, тако да уметност не може да приказује објективну реалност, већ само њен субјективни осећај”. Јокомицу је овим постао зачетник новог књижевног правца који је у себе укључио естетске принципе разних књижевних праваца: конкретност и истинитост од реализма, интуитивно постизање светског јединства од симболизма, идеју емотивне спознаје света од сензуализма, душевне патње као предмет приказивања од експресионизма, неизбежност формализације изражајних средстава од конструктивизма итд.
Након престанка изласка часописа „Време књижевности” маја 1927. године, Јокомицу је 1929. године основао нови часопис — „Књижевност” (文学, бунгаку), а 1930. године се придружује новонасталој Школи нове уметности (新興芸術派, шинко геиђуцу-ха). Он тада почиње да постепено мења свој начин писања и своју посебну пажњу посвећује приказивању јапанске интелигенције, тј. њеној психологији и лутању услед осећаја несклада између жељеног и стварног.

## Дела
Јокомицу је аутор многих приповедака, књижевних чланака и романа за које је добијао награде и велики број похвала и критика. Његов период стварања се простире кроз неколико деценија, од 1917. године до 1946. године — годину дана пред његову смрт.
- „Живот на селу” (1917)
- „Степенице” (1917)
- „Црвена боја” (1917—18.)
- „Несрећна особа” (1917—18.)
- „Ватра” (1919)
- „Југ и север” (1921)
- „Љубав” (1921)
- „Дете кога су исмевали” (1922)
- „Сунце” (1923)
- „Мува” (1923)
- „Непријатељ” (1924)
- „Кромпир и прстен” (1924)
- „Цена туге”
- „Главе и стомаци” (1924)
- „Преварени муж” (1924)
- „Глумац-експресиониста” (1925)
- „Кретање осећаја” (1925)
- „Пролеће иде на таљигама” (1926)
- „Расположење цветног ветра” (1927)
- „Размишљања младожење или — мушкарац који прати моду” (1928)
- „Машина” (1930)
- „Шангај” (1931)
- „Време” (1931)
- „Кочије” (1932)
- „Гробница” (1932)
- „Часовник” (1934)
- „Породични грб” (1934)
- „Породични састанак” (1935)
- „Европски дневник путовања” (1936)
- „Туга путовања” (1946)